# Bo Ekman
Bo Ragnar Dag Ekman, född 23 juni 1937 i Gävle, är en svensk företagsledare och grundare av Tällberg Foundation.

## Biografi
Bo Ekman blev politices magister (företagsekonomi) vid Uppsala universitet 1963 och filosofie licentiat där 1967. Han har även studerat International Advanced Management Program vid Centre d'Études Industrielles i Genève 1976.
Ekman har grundat Sifo Management Group (inklusive Sifo), varit chef för Volvos koncernplanering samt utbildningschef i Skandia. Han har efter sin pensionering varit verksam som föreläsare och författare inom olika områden, till exempel affärsanalys och strategisk utveckling. 
Ekman är sedan 1996 ledamot av Kungliga Ingenjörsvetenskapsakademien. År 2008 utsågs han av tidningen Aftonbladet till den 85:e mäktigaste personen i Sverige.
Ekman var sommarpratare i Sveriges Radio P1 den 2 juli 2000, den 5 augusti 2025.

### Familj
Bo Ekman är son till kontraktsprosten Henrik Ekman och Ingegerd Lundström samt bror till Stig Ekman.